# Sylvain Tesson

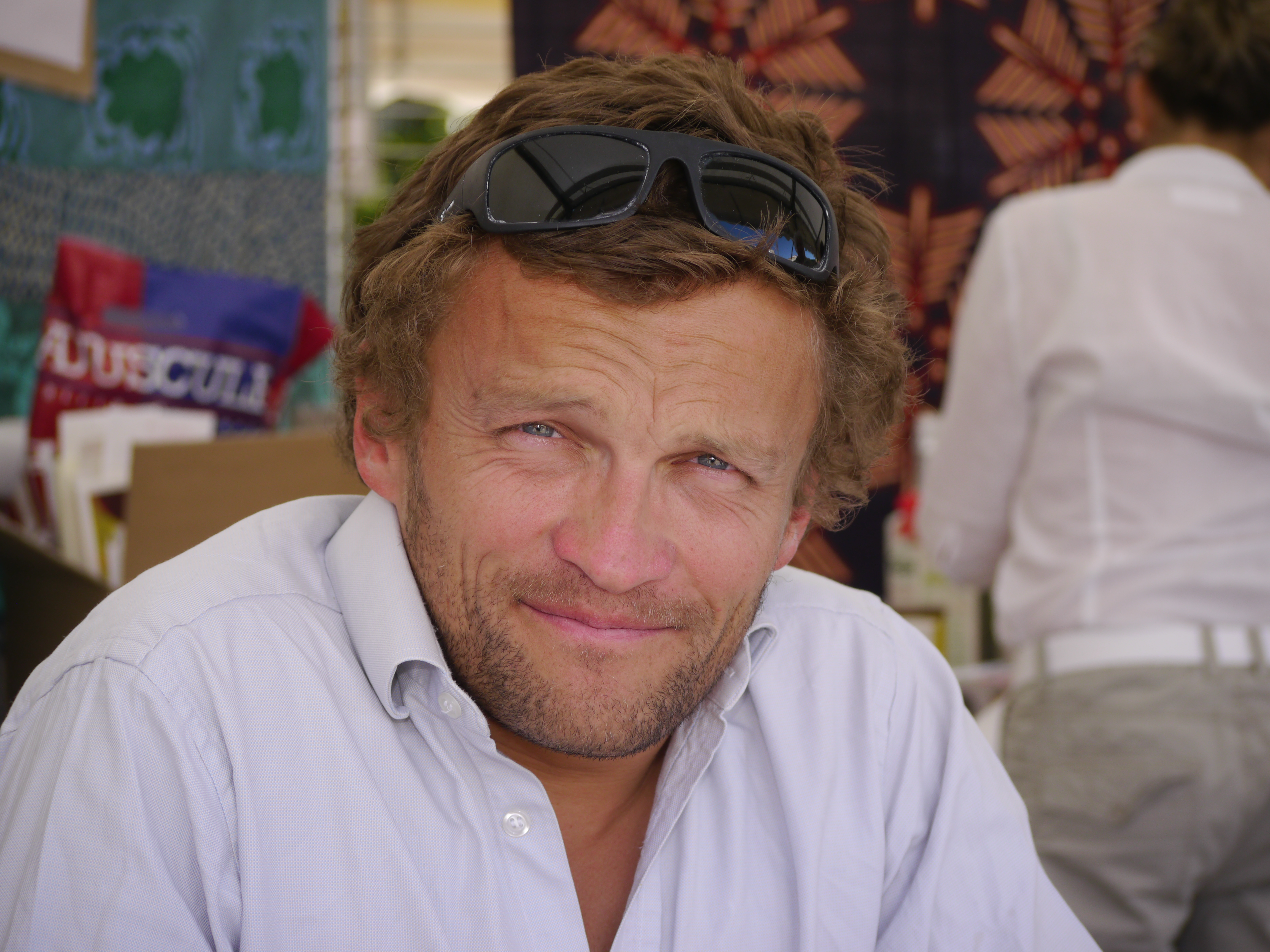
Sylvain Tesson (2011)

Sylvain Tesson (geboren 26. April 1972 in Paris) ist ein französischer Reiseschriftsteller.

## Leben
Sylvain Tesson ist ein Sohn der Ärztin Marie-Claude Tesson und des Journalisten Philippe Tesson. Er studierte Geographie mit einem DEA-Abschluss und machte 1997 seine erste Fahrradreise nach Zentralasien.
Tesson nahm an mehreren wissenschaftlichen Expeditionen teil. Er wurde Mitglied der Société des Explorateurs Français. Seine Reisen unternimmt er v. a. nach Asien und in das Gebiet der ehemaligen Sowjetunion. In der Regel reist er mit einigen Partnern, so z. B. für eine Motorradreise von Moskau nach Paris, beschrieben in Berezina, mit dem französischen Fotografen Thomas Goisque, dem französischen Reiseschriftsteller Cédric Gras und zwei russischen Begleitern. Im Jahr 2012 stürzte er vom Dach eines Hauses, überlebte schwerverletzt, trug aber eine Gesichtslähmung davon. Im Rahmen des Heilprozesses durchwanderte er Frankreich. Diese Reise beschreibt er im Buch Sur les chemins noirs, das aufgrund seines Erfolgs 2023 verfilmt wurde (deutsch: Auf dem Weg).
Seine Bücher sind in Frankreich sehr erfolgreich. Von La Panthère des neiges wurden etwa 500.000 Exemplare verkauft, Tesson wurde damit zum „meistgelesenen frankophonen Autor 2019“. Zudem ist er Teil des gleichnamigen Dokumentarfilms aus dem Jahr 2021.

## Schriften (Auswahl)
- mit Alexandre Poussin: On a roulé sur la terre. Laffont, 1996, ISBN 978-2-7441-0422-0.
- mit Alexandre Poussin: La marche dans le ciel: 5000 km à pied à travers l' Himalaya. Laffont, 1998
- mit Priscilla Telmon: La chevauchée des steppes: 3000 km à cheval à travers l'Asie centrale. 2001
- L'Axe du loup: de la Sibérie à L'Inde, sur les pas des évadés du Goulag. Laffont, 2004, ISBN 978-2-221-10041-7.
- Les jardins d'Allah. 2004
- Petit traité sur l'immensité du monde. 2005
  - Kurzer Bericht von der Unermesslichkeit der Welt. Übersetzung Nicola Denis, herausgegeben von Judith Schalansky. Berlin : Matthes & Seitz, 2013, ISBN 978-3-88221-079-8.
- Sous l'étoile de la liberté. 2005
- Éloge de l'énergie vagabonde. Équateurs, 2006, ISBN 978-2-84990-055-0.
- Une vie à coucher dehors. 2009
- Dans les  forêts de Sibérie. 2011
  - In den Wäldern Sibiriens: Tagebuch aus der Einsamkeit. Übersetzung Claudia Kalscheuer. München : btb, 2016, ISBN 978-3-442-71343-1.
- S'abandonner à vivre. 2014
- Berezina. Guérin, 2015, ISBN 978-2-35221-089-4.
  - Napoleon und ich: Eine abenteuerliche Reise von Moskau nach Paris. Übersetzung Holger Fock, Sabine Müller. München : Knaus, 2016, ISBN 978-3-8135-0718-8.
- Sur les chemins noirs. Gallimard, 2016, ISBN 978-2-07-014637-6 (Inspiration für den Film Auf dem Weg aus dem Jahr 2023).
  - Auf versunkenen Wegen. Übersetzung Holger Fock, Sabine Müller. München : Knaus, 2017, ISBN 978-3-8135-0775-1.
- Une très légère oscillation. Éditions des Équateurs, 2017, ISBN 978-2-84990-495-4.
- mit Thomas Goisque: En avant, calme et fou. Albin Michel, 2017
- Un été avec Homère. Équateurs France Inter, 2018, ISBN 978-2-84990-550-0.
- La panthère des neiges. Gallimard, 2019, ISBN 978-2-07-282232-2.
  - Der Schneeleopard. Übersetzung Nicola Denis. Hamburg : Rowohlt, 2022, ISBN 978-3-498-00216-9.
- Blanc. Gallimard, 2022, ISBN 978-2-07-296063-5.
  - Weiß. Übersetzung Nicola Denis. Rowohlt, Hamburg 2023, ISBN 978-3-498-00373-9.
- Avec les fées. Éditions des Équateurs, 2024

## Auszeichnungen
- 2009: Prix Goncourt de la nouvelle für Une vie à coucher dehors
- 2011: Prix Médicis essai für Dans les forêts de Sibérie
- 2015: Prix littéraire de l’armée de Terre – Erwan Bergot für Berezina
- 2019: Prix Renaudot für La Panthère des neiges[3]